# 唐澤昌子
唐澤 昌子（からさわ まさこ、10月13日-）は、フリーアナウンサー、元長野放送アナウンサー。

## 人物
- 10月13日、長野県上田市生まれ。
- 2001年10月-2012年9月の11年間、NBS長野放送に在籍。
- 2013年4月13日、「FNNスピーク」の長野ローカルニュースを担当したことで、退職からわずか半年でNBS復帰。
- NBS復帰後は、「健康ばんざい」に復帰し現在も担当。2014年1月まで毎週土曜日のほとんどの週にニュース担当もしていた。

## 担当番組
- 「健康ばんざい」（NBS長野放送、2013年4月27日放送分より復帰）

## NBSアナウンサー時代の担当番組
- 「健康ばんざい」司会（NBS退職直前の2012年9月22日放送分まで担当）
- 「FNNスピーク」ローカルニュース
- 「NBSスーパーニュース」ローカルニュース
- 「岸田あさみの志賀っチャオ!!」（2012年1～2月の連続8回、NBSアナの1人として随時出演）
- 「NBS月曜スペシャル 信州夏紀行」(2012年8月6日放送)

など